# أفعى البقع الملطخة
أفعى البقع الملطخة أو ثعبان البقع الملطخة (الاسم العلمي: Elaphe sauromates)، هو نوع من الثعابين التي تنتمي لعائلة حنشاوات؛ التي تنتمي لفصيلة أحناش. هذا الثعبان ليس ساما ويتواجد في مناطق أوروبا الشرقية. تنمو هذه الثعابين لطول من الممكن أن يصل حتى 260 سم (8 أقدام و 6 أونصات)، ولكن طولها الشائع بشكل عام يتراوح ما بين حوالي 120 إلى 160 سم. هذا النوع من الثعابين هو واحد من أكبر أنواع الثعابين الأوروبية. يوجد لهذا النوع من الثعابين أهمية ثقافية وتاريخية لدوره في الأساطير والخرافات اليونانية والرومانية القديمة، ولأي نوع من الرموز المشتقة من ذلك.